# ديلان دوناهو
ديلان دوناهو (بالإنجليزية: Dylan Donahue)‏ هو لاعب كرة قدم أمريكية أمريكي، ولد في 20 أغسطس 1992 في بالو ألتو في الولايات المتحدة.

## وصلات خارجية
- ديلان دوناهو على موقع مرجع كرة القدم المحترفة.كوم (الإنجليزية)